# Zealaranea crassa
Zealaranea crassa là một loài nhện trong họ Araneidae.
Loài này thuộc chi Zealaranea. Zealaranea crassa được Charles Athanase Walckenaer miêu tả năm 1842.